# Виктор де Торнако
Барон Виктор де Торнако (фр. Victor de Tornaco; 5. јул 1805 — 28. септембар 1875) је био луксембуршки политичар. Био је четврти премијер Луксембурга и на овом положају је провео седам година од 26. септембра 1860. до 12. марта 1867. године. 